# Хайнрих II (Ветин)
Хайнрих II фонВетин (на немски: Heinrich II von Wettin; на латински: Heinricus iunio comes de Witin, filius Heinrici, filii Conradi marchionis; † 28 декември 1187 в замък Гибихенщайн в Хале) от род Ветини е граф на Ветин (1181 – 1187) в Саксония-Анхалт.
Той е син на Хайнрих I фон Ветин (1142 – 1181) и съпругата му София фон Зомершенбург († 1189/1190), дъщеря на саксонския пфалцграф Фридрих II фон Зомершенбург († 1162) и Луитгард фон Щаде († 1152) (по-късно кралица на Дания 1144 – 1146). Внук е на маркграф Конрад I фон Майсен и графиня Луитгард фон Равенщайн. Брат е на Улрих фон Ветин († 1206). Майка му София се омъжва отново през 1182 г. за Херман от Тюрингия, пфалцграф на Саксония, ландграф на Тюрингия († 1217).
Негов опекун е Дитрих фон Зомершенбург, маркграф на Долна Лужица († 1185), синът на саксонския пфалцграф Фридрих II фон Зомершенбург († 1162) и Луитгард фон Щаде († 1152). През ноември 1186 г. Хайнрих II фон Ветин е в двора на император Фридрих I Барбароса.
Той умира неженен на 28 декември 1187 г. в Гибихенщайн и е погребан в манастир Петерсберг при Хале на Зале. 